# Цар Крум
Вижте пояснителната страница за други значения на Крум.
„Цар Крум“ е българска конспиративна военна организация, създадена през 1945 година.
Има за цел свалянето чрез военен преврат на дошлото на власт на 9 септември 1944 година отечественофронтовско правителство и прозападно ориентиране на страната. В устава на организацията е записано, че организацията смята:
| „ | да се бори с всички възможни легални и нелегални средства за освобождаването на българския народ и държава от руското робство и комунистическия терор; за възстановяване на политическите права на народа във възможните рамки на нашата национална култура, възстановяване на Търновската конституция, за обединение на българския народ в една държава, като се стремим да извоюваме необходимите ни стопански и икономически простори. | “ |

Основен организатор и идеолог на „Цар Крум“ е подполковникът от запаса Антон Кръстев Иновски. В организацията влизат няколко десетки действащи и запасни офицери от Българската армия, голяма част от тях членове на вече забранените организации Ратник и „Отец Паисий“. Организацията обхваща офицери в столицата и Крумовградско. Изработен е устав и „войводско ръководство“. Издадени са и 10 броя на специален „Бюлетин“, насочен срещу правителството.
„Цар Крум“ е разкрита през ноември 1945 година от военното контраразузнаване РО-2, но публичен процес е организиран през лятото на 1946 година, дни след изричните указания на Йосиф Сталин към Георги Димитров за провеждане на чистка в армията в подготовка на установяване на тоталитарния комунистически режим в България. Сред целите му е и дискредитирането на военния министър Дамян Велчев, който малко по-късно е отстранен от поста.
Седем от ръководителите ѝ са съдени на процес от 5 до 15 август 1946 г. Подполковник Кръстев е осъден на смърт чрез обесване, подполковник Антон Донков, подполковник Кирил Хараламбиев и подполковник Йордан Горанов – на 15 години строг тъмничен затвор, майор Младен Ангелов – на 10 години строг тъмничен затвор и майор Георги Буюклиев и подофицер Михаил Тодоров на три години строг тъмничен затвор.

## Други
На „Цар Крум“ е наречена улица в квартал „Драгалевци“ в София (Карта).